# Rohsee
Der Rohsee, gelegentlich auch Rohrsee oder Rodsee genannt, ist ein Stillgewässer im Südwesten der hessischen Stadt Frankfurt am Main. Das von Grundwasser und Regenwasser gespeiste, sehr flache Gewässer ist ein orografisch linker, geografisch östlicher beziehungsweise südlicher Altarm des Flusses Main. Archäologische Funde in der Nachbarschaft des Sees weisen auf eine menschliche Besiedelung des Gebiets in der Bronzezeit und in der Spätantike hin. Der Rohsee ist das einzige natürlich entstandene Stillgewässer im Frankfurter Stadtwald.

## Lage und Charakteristik
Als Fluss-Altarm hat der Rohsee einen sehr schmalen, langgestreckten Grundriss in annähernd geradliniger, süd-südwestlicher/nord-nordöstlicher Ausrichtung. Nach der Binnengewässerkunde (Limnologie) handelt es sich um einen Waldtümpel, der in einen Sumpf übergeht.
Das Gewässer liegt am nordwestlichen Rand des Frankfurter Stadtwaldes auf dem Gebiet des Stadtteils Schwanheim. Es gehört zum Landschaftsschutzgebiet des Frankfurter Grüngürtels. Der Wasserstand des Rohsees unterliegt starken jahreszeitlichen Schwankungen; das Gewässer fällt abhängig vom Grundwasserspiegel zeitweilig nahezu trocken. Dieses Austrocknen wurde zum ersten Mal in einer Chronik aus dem Jahr 1474 erwähnt; die bisher jüngste, mehrere Jahre andauernde Phase des Trockenfallens trat in den 1970er-Jahren auf.
An seinem südlichen Ende geht der Rohsee nahtlos in das Sumpfgebiet Riedwiese über, an dessen südlichem Rand der Bach Kelster entlangfließt. Da der Wasserstand schwankt und der Übergang zwischen Rohsee und Riedwiese nicht eindeutig auszumachen ist, variieren die kartographischen Darstellungen des Gebiets. In manchen amtlichen Kartenwerken sind Rohsee und Riedwiese als ein Gewässer eingezeichnet, andere stellen beide getrennt dar. Auch die Darstellung des Bachlaufes der unmittelbar angrenzenden und wenige Meter östlich des Rohsees in einem weiteren Sumpfgebiet entspringenden Kelster variiert von Karte zu Karte.
Seit dem Jahr 2003 gilt das am Rohsee liegende Waldgebiet nach den FFH-Richtlinien der EU als Fauna-Flora-Habitat.

## Flora und Fauna

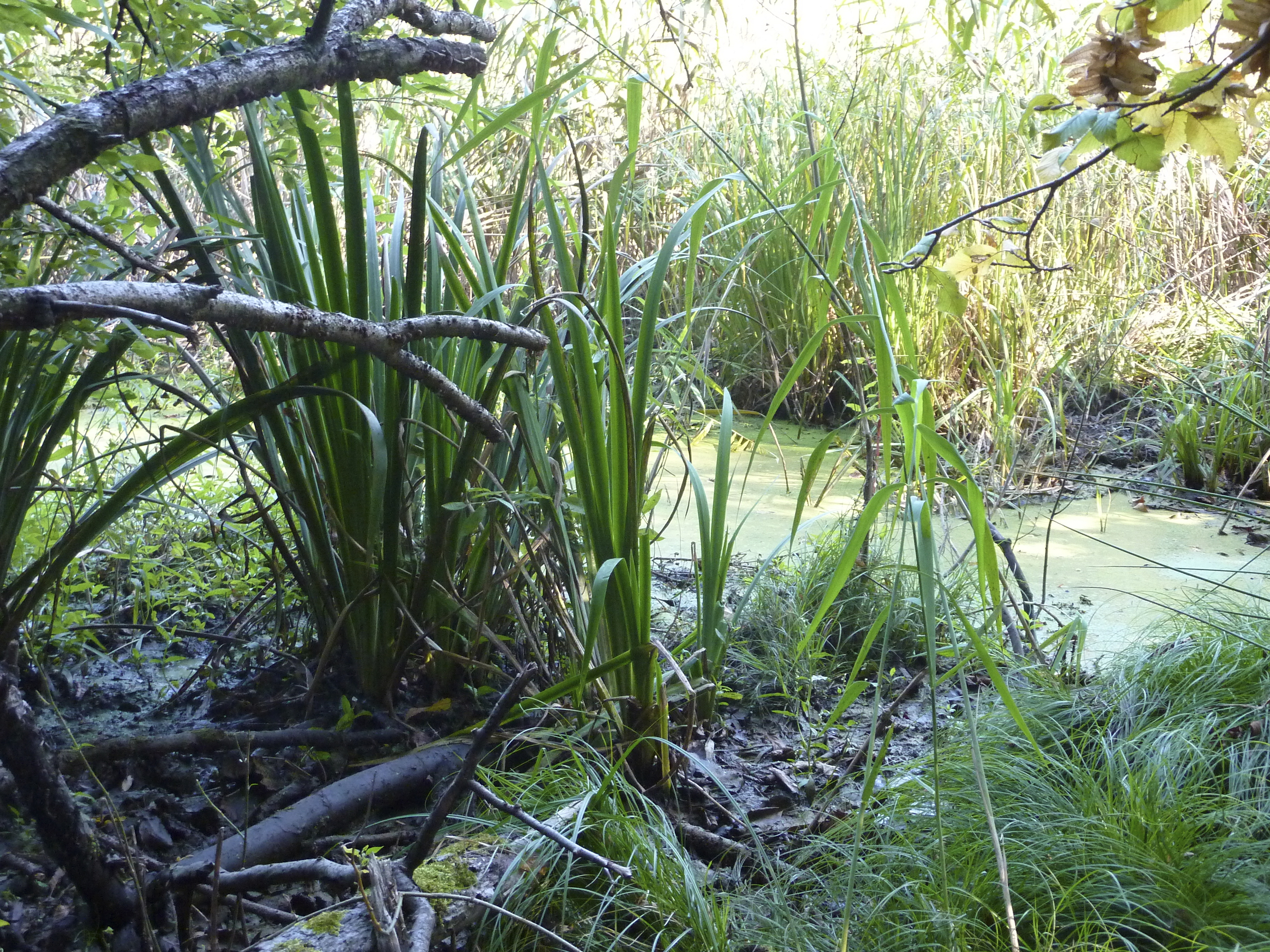
Vegetation am südwestlichen Rand, am Übergang des Rohsees in die sumpfige Riedwiese

Beim Rohsee handelt es sich um eines der artenreichsten Stillgewässer in Frankfurt. Die Ufervegetation weist nach einer im Jahr 2006 erfolgten Zählung 44 verschiedene Arten höherer Pflanzen auf. Der Rohsee ist dem Vegetations-Charakter nach zum überwiegenden Teil ein Erlen-Bruchwald auf nassem Niedermoor-Boden. Die vorherrschende Baumart ist die Schwarz-Erle (Alnus glutinosa), Baum des Jahres 2003, die besonders gut auf nassen bis überschwemmten Böden gedeiht, da sie ein sehr feuchtigkeitsbeständiges Holz hat. Eine Besonderheit des Erlenbestandes im Rohsee sind dessen bei Niedrigwasser und Trockenheit freiliegende Wurzelstöcke („Stelz-Erlen“ oder „Stelzwurzel-Erlen“), denen ein sehr hohes Alter zugeschrieben wird. Diese Form der Wurzelstöcke entstand durch jahrhundertelang betriebene, in Abständen von etwa 100 Jahren wiederholte Abholzung der Bäume, nach der die Wurzelstöcke stets erneut ausschlugen und neue Stämme bildeten. Ein Alter der Wurzelstöcke von mehr als 1000 Jahren wird für möglich gehalten. Der Schwanheimer Arzt und Naturforscher Wilhelm Kobelt schrieb im Jahr 1913 über den Rohsee:

„Aus dem seichten Wasser und seiner Umgebung ragen seltsame Wurzelgebilde empor, die erst in etwa einem Meter Höhe in eine Anzahl schwacher Erlenstangen übergehen und an der Übergangsstelle einen Absatz bilden, der meist Moos und Farne trägt … Ein getreues Bild der Sümpfe, die zur Römerzeit große Gebiete Deutschlands erfüllten.“

Neben der vorherrschenden Schwarz-Erle sind am Rohsee auch die Baumarten Hänge-Birke (Betula pendula) sowie in der Strauchschicht der Faulbaum (Frangula alnus) anzutreffen. An dem wenige Meter vom westlichen Rand des Gewässers entfernt an diesem entlangführenden Rohseeweg stehen außerdem mehrere sehr alte Exemplare der Winter-Linde (Tilia cordata). Weitere am und im Rohsee vorkommende Pflanzenarten sind die Wasserfeder (Hottonia palustris), die dort ihr letztes natürliches Vorkommen in Frankfurt hat, die in Deutschland besonders geschützte Sumpf-Schwertlilie (Iris pseudacorus), sowie die in Frankfurt selten gewordene Sumpf-Dotterblume (Catha palustris). In den Sommermonaten blühen in Rohsee und Riedwiese die Wasserlinsen (Lemna), die durch ihre Bewuchsdichte der Wasseroberfläche eine leuchtend hellgrüne Farbe zu geben scheinen (siehe Fotos oben rechts).

## Archäologische Funde

### Bronzezeitliche Ausgrabungen

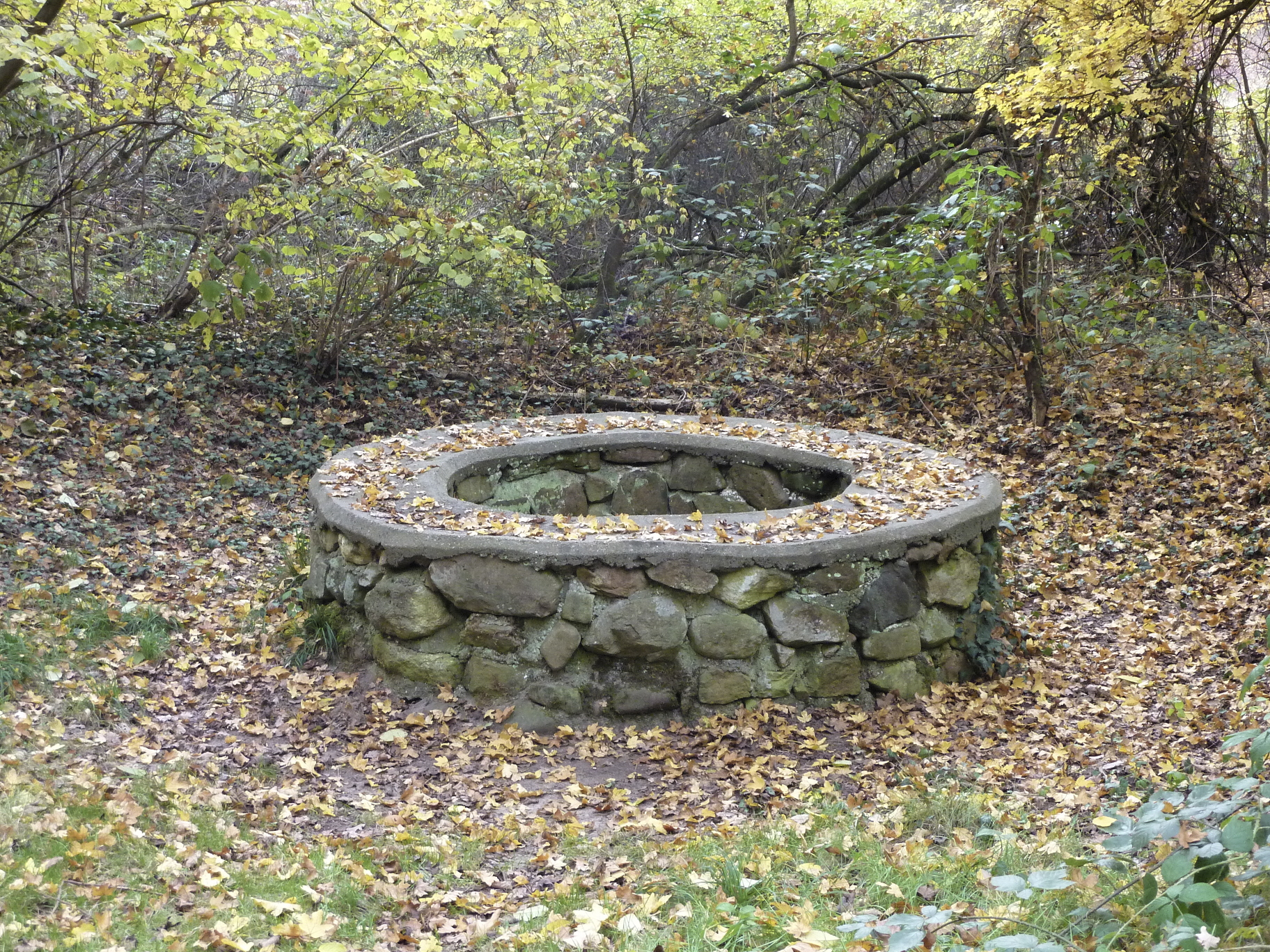
Überrest des römischen Brunnens. Die schützende Mauerkrone aus Zement ist aus dem 20. Jahrhundert

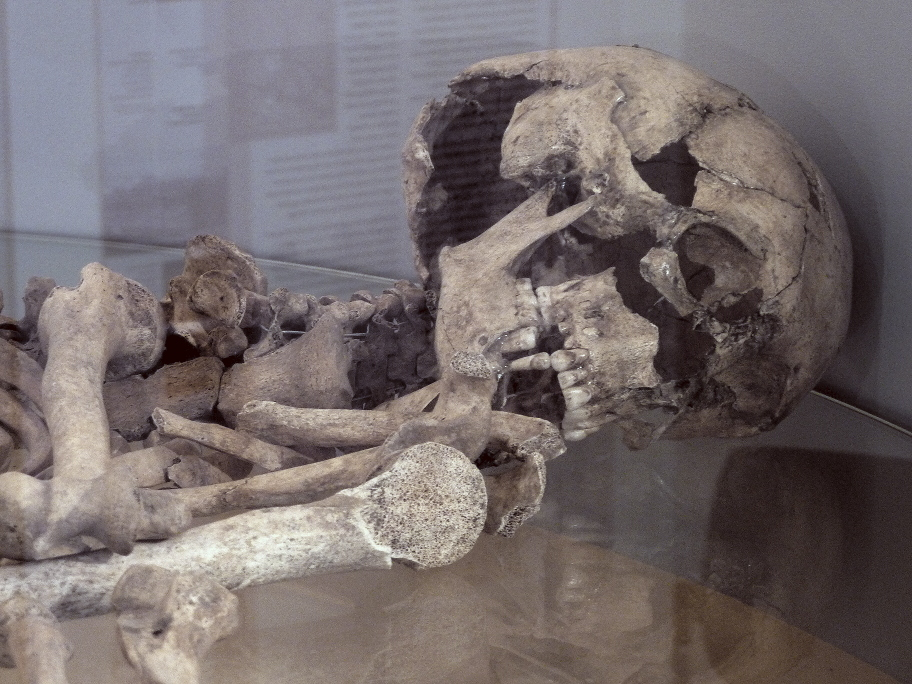
Das im römischen Brunnen aufgefundene menschliche Skelett im Schwanheimer Heimatmuseum

Das südliche Ufer des Main-Altarms, der später den Rohsee bildete, war in der Bronzezeit besiedelt. Dies wurde durch Siedlungsspuren im Bereich der unmittelbar angrenzenden Riedwiese belegt, die im Jahr 1973 bei Ausgrabungen durch den Heimat- und Geschichtsverein Schwanheim e. V. entdeckt wurden. Dabei wurden unter anderem bronzezeitliche Keramik, ein zum Mahlen von Getreide benutzter Reibstein sowie ein Teil eines Löffels aus Ton gefunden. Ebenfalls vorgefundene Konstruktionen aus Baumstämmen und gesetzten Steinen werden als ehemalige Uferbefestigungen interpretiert. Es wird vermutet, dass die bronzezeitliche Siedlung am Altarm des Mains ein Außenposten der in kurzer Entfernung südlich davon auf der Kelsterbacher Terrasse im Flurstück In der Wanz gelegenen größeren Siedlung aus derselben Epoche war.

### Römischer Brunnen
Wenige Meter westlich von Rohsee und Riedwiese fand man ebenfalls im Jahr 1973 die Reste eines in Stein gefassten römischen Brunnens, die auf das 2./3. Jahrhundert n. Chr. datiert werden. Im 3,80 Meter tiefen Brunnenschacht wurden Keramik-, Glas- und Lederreste (insgesamt über 2000 Fragmente von Gefäßen), ein römischer Denar sowie eine römische Tonplatte aufgefunden. Die Tonplatte trägt einen Stempel der vom Jahr 92 n. Chr. bis Mitte des 4. Jahrhunderts in Mogontiacum (der späteren Stadt Mainz) stationierten römischen Legio XXII Primigenia.
Hauptfund aus dem Brunnenschacht ist ein menschliches Skelett, das ebenfalls auf die Spätantike datiert wird. Das Anthropologische Institut der Goethe-Universität Frankfurt klassifizierte das Skelett als die sterblichen Überreste eines aus dem östlichen Mittelmeerraum stammenden jungen Mannes Anfang 20, der durch Gewalteinwirkung (Schädelverletzung durch Schwerthieb) zu Tode gekommen war. Die pathologische Untersuchung des Skeletts ergab, dass der junge Mann bereits in früher Jugend schwere körperliche Arbeit verrichtet hatte. Daraus wurde geschlossen, dass es sich möglicherweise um einen Sklaven der in der Nähe nachgewiesenen Villa rustica handelt. Reste der Fundamente dieses römischen Gutshofs liegen knapp 100 Meter südwestlich des Brunnens. Die Zerstörung des Gutshofes im Zuge des Alamannensturms im 3. Jahrhundert wird für möglich gehalten. Einige der ebenfalls im Brunnenschacht gefundenen Gegenstände – die Sandsteinskulptur eines Stieres sowie die Schneidezähne mehrerer Pferde – werden als Hinweise auf eine Sonderbestattung gedeutet. Es gab Spekulationen um ein Menschenopfer der Kelten. Die Fundstücke dieser archäologischen Ausgrabung bilden heute das Kernstück der Sammlung des Heimatmuseums Schwanheim.
Der Brunnenschacht wurde nach Abschluss der Grabungen mit Erde verfüllt; lediglich der etwa 30 Zentimeter hohe Brunnenkranz aus Naturstein ist noch sichtbar. Nach den archäologischen Funden wurde vor Ort der Römerweg benannt. Es handelt sich um einen unbefestigten Waldweg, der ausgehend vom südlichen Ortsrand Schwanheims in westlicher und südlicher Richtung am äußersten westlichen Rand des Frankfurter Stadtwaldes dem Verlauf der Bundesstraße 40 folgt. Der Römerweg führt am nördlichen Ende des Rohsees und unmittelbar am Römerbrunnen vorbei in einem Bogen bis zum Fuß der südlich davon gelegenen Kelsterbacher Terrasse.

## Verkehrsanbindung

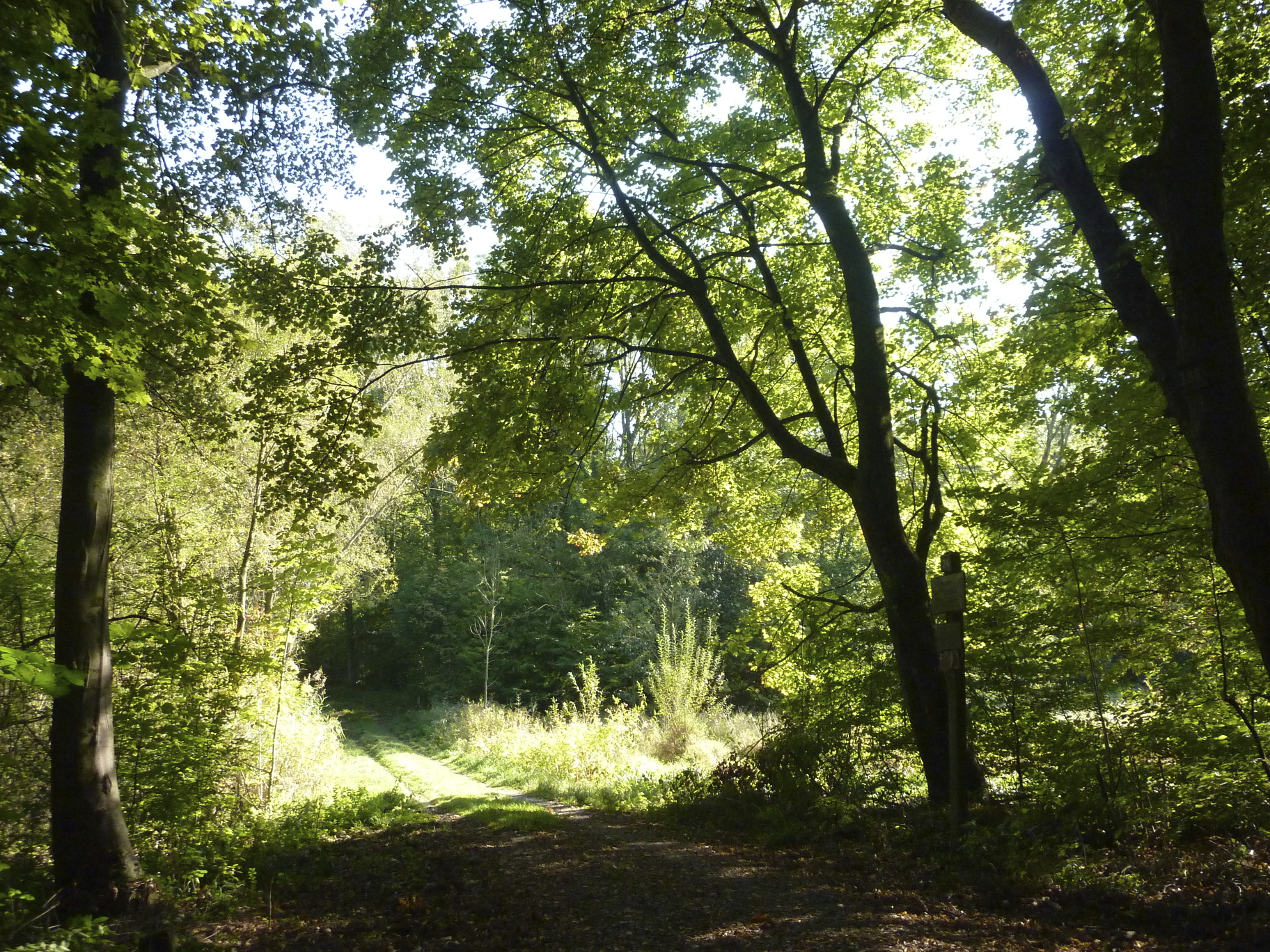
Die Wanzenschneise im Frankfurter Stadtwald führt zum südwestlichen Ende des Rohsees. In der Bildmitte das Sumpfgebiet Riedwiese, in das der Rohsee übergeht, mit dem Schafbrücke genannten Damm. Blick nach Südosten

Der Rohsee liegt etwas abgeschieden in der westlichsten Ausbuchtung des Frankfurter Stadtwaldes. Nur seine nördliche Spitze ist direkt zu Fuß und mit dem Fahrrad zu erreichen. Südlich des Rohsees führt der Waldweg Wanzenschneise (so benannt nach dem durchquerten Flurstück In der Wanz) auf einem schmalen Damm namens Schafbrücke über das Sumpfgebiet Riedwiese. Die Annäherung bis auf einige Meter an das westliche Ufer ist ausschließlich zu Fuß über den daran entlangführenden Rohseeweg möglich. Am östlichen Rand wird jeder Zugang durch einen dichten Schilfgürtel (Röhricht) verhindert. Zum Erreichen des Gebiets mit Kraftfahrzeugen ist bis zum Rohsee zusätzlich ein Fußweg von einem Kilometer (Individualverkehr) bis zwei Kilometer (Öffentlicher Personennahverkehr) erforderlich. Der Zugang erfolgt im letzten Abschnitt über unbefestigte Waldwege, die je nach Witterungslage eine aufgeweichte, schlammige Oberfläche aufweisen können.
An der dem Rohsee nächstgelegenen Haltestelle Rheinlandstraße verkehren die Straßenbahnlinien 12 und 19 sowie die Buslinien 62 und 73V der Frankfurter Verkehrsgesellschaft VgF. Die Entfernung der Haltestelle zum Rohsee beträgt etwa zwei Kilometer. Die nächstgelegenen Parkmöglichkeiten für den motorisierten Individualverkehr gibt es am westlichen Ende der Rheinlandstraße; von dort aus ist es etwa ein Kilometer Fußweg bis zur nördlichen Spitze des Sees. Weitere zwei Parkgelegenheiten liegen an der Schwanheimer Bahnstraße, ebenfalls in etwa zwei Kilometern Entfernung vom Rohsee.